# Сандра Багарич
Сандра Багарич (хорв. Sandra Bagarić; нар. 5 квітня 1974, Зениця) — хорватська оперна співачка і акторка.

## Біографія
Уродженка Зениці (нині Боснія і Герцеговина). Закінчила там музичну школу, продовжила здобувати освіту в Сараєво, але після початку Боснійської війни виїхала в Загреб в 1992 році, де навчалася в музичній академії. Її викладачкою була Ліляна Молнар-Талаїч. 
Відома за виконанням арій в операх «Мадам Трубадур», «Графиня Маріца», «Кажан», «Боккаччіо» і «Хто співає — погано не думає». Випустила три диски зі своїми піснями: «Sonati od sna», «Teatar marmelade» і «Адажіо».
У 2007 році Сандра Багарич виступала з гуртом «Kraljevi Ulice» на музичному фестивалі «Dora 2007» з піснею «Pjesma za novčić», який був відбором на Євробачення в Гельсінкі, і зайняла 2-е місце.
Одружена з Дарком Домітровичем, піаністом та професором музичної академії Загреба. Є сини Марко і Ловро.

## Фільмографія

### Телебачення
| Рік       | Фільм                 | Роль              | Примітка      |
| --------- | --------------------- | ----------------- | ------------- |
| 2002      | Земля обітована       |                   |               |
| 2007      | Наша маленька клініка | Епізод «Sve crno» |               |
| 2008      | Заборонена любов      | Елеонора Шарич    | В епізодах 15 |
| 2015-2016 | Просто говори         | Дубравка Якшич    |               |

### Дубляж
| Рік  | Фільм                | Роль               | Примітка           |
| ---- | -------------------- | ------------------ | ------------------ |
| 2013 | Дороті з країни Оз   | Китайська принцеса | хорватський дубляж |
| 2017 | Красуня і чудовисько | Мадам де Гардероб  | хорватський дубляж |